# San Leonardo de Yagüe
San Leonardo de Yagüe település Spanyolországban, Soria tartományban. San Leonardo de Yagüe Santa María de las Hoyas, Hontoria del Pinar, Palacios de la Sierra, Vilviestre del Pinar, Canicosa de la Sierra és Casarejos községekkel határos. Lakosainak száma 1949 fő (2024).

## Népesség
A település népessége az elmúlt években az alábbi módon változott:
| Lakosok száma | 2103 | 2277 | 2299 | 2340 | 2274 | 2219 | 2083 | 2044 | 2037 | 1949 |
|               | 2001 | 2004 | 2007 | 2009 | 2012 | 2014 | 2017 | 2019 | 2022 | 2024 |